# Saint-Étienne-de-Crossey
 Saint-Étienne-de-Crossey  es una población y comuna francesa, en la región de Ródano-Alpes, departamento de Isère, en el distrito de Grenoble y cantón de Voiron.

## Demografía
| 747 | 808 | 1054 | 1774 | 2081 | 2478 |
| Para los censos de 1962 a 1999 la población legal corresponde a la población sin duplicidades (Fuente: INSEE [Consultar]) |     |      |      |      |      |